# Meat Puppets II
| Оценки критиков               | Оценки критиков |
| Источник                      | Оценка          |
| ----------------------------- | --------------- |
| AllMusic                      | [ 3 ]           |
| Chicago Tribune               | [ 4 ]           |
| Entertainment Weekly          | A−              |
| NME                           | 8/10            |
| Rolling Stone                 | [ 7 ]           |
| Spin Alternative Record Guide | 10/10           |
| The Village Voice             | A−              |

Meat Puppets II — второй альбом американской рок-группы Meat Puppets, выпущенный в апреле 1984 года на лейбле SST Records. Звучание пластинки демонстрирует смену стиля доминирующего на дебютном альбоме коллектива, по-большей части состоявшем из нойзового хардкора с неразборчивым вокалом, в сторону более эклектичной комбинации жанров — от кантри-рока («Magic Toy Missing», «Climbing», «Lost») до медленных акустических баллад («Plateau», «Oh Me»), гитарной психоделии («Aurora Borealis») и хард-рока («Lake of Fire»). Обложка альбома была нарисована фронтменом коллектива Куртом Кирквудом и художником Нилом Холлидеем.
Лейбл Rykodisc переиздал альбом в 1999 году с дополнительными треками и би-сайдами, включая кавер-версию композиции «What to Do» The Rolling Stones.
Американская панк-группа Minutemen, тоже сотрудничавшая с лейблом SST Records, выпустила кавер-версию композиции «Lost» на своём концертном EP Tour-Spiel, а также последнем студийном альбоме 3-Way Tie (For Last). Три песни с этого альбома («Plateau», «Oh, Me» и «Lake of Fire») были исполнены Куртом и Крисом Кирквудами вместе с Nirvana во время акустического концерта этой группы из серии «Unplugged», впоследствии выпущенного в виде записи под названием MTV Unplugged in New York. Благодаря успеху альбома эти композиции стали известны широкой аудитории.

## Отзывы критиков
В обзоре для журнала Rolling Stone (апрель 1984) публицист Курт Лодер описал Meat Puppets II как «один из самых забавных и приятных альбомов» года, отмечая, что группа переросла стиль простой музыкальной бурды превратившись в «своего рода миксер культурной бурды», смешав в своём материале «немного The Byrds… гитары в стиле Хендрикса… и … работу со слогом как на „Blonde on Blonde“». В свою очередь, в рецензии для The Village Voice Роберт Кристгау подчеркнул, что на этой пластинке Курт Кирквуд объединил «дилетантство и авангардизм с домашним уютом», что в сущности привело к появлению звучащего на ней «хладнокровно-безумного кантри» в «психоделическом» ключе.

Музыкальный обозреватель таких изданий, как The Times и Kerrang! Маниш Агарвал так отозвался об альбоме в альманахе 1001 Albums You Must Hear Before You Die: 
Под пиратским флагом новаторского лейбла „SST“ фронтмен Курт Кирквуд, его брат, бас-гитарист Крис и барабанщик Деррик Бостром играли изумительный микс кантри, панка и психоделики. Они выжали хардкор из своей системы на одноимённом дебютнике 1982 года, а затем записали диск, который более точно отражал их пустынное наследие и влияние хиппи. [...] Альбом „Meat Puppets II“ был принят критиками „на ура“, даже отмечен восторженной статьей в журнале „Rolling Stone“, ровно как и появившийся в следующем году „Up on the Sun“.

## Наследие
Альбом был включён в альманах 1001 Albums You Must Hear Before You Die, а также фигурирует в списке «100 лучших альбомов 1980-х» по версии портала Pitchfork Media — на 94-м месте. Помимо этого журнал Slant Magazine поставил пластинку на 91-ю строчку своего рейтинга «Лучших альбомов 1980-х».
Американский писатель Стивен Бичи назвал свою дебютный роман «The Whistling Song» в честь финального трека Meat Puppets II. В свою очередь Курт Кирквуд нарисовал обложку для этой книги.
В 2008 году альбом был исполнен целиком на фестивале All Tomorrow Parties в городе Монтиселло, штат Нью-Йорк, в рамках мероприятия под названием Don't Look Back, а также в декабре того же года в Лондоне.

## Список композиций
Слова и музыка всех песен — написаны Куртом Кирквудом, за исключением отмеченных.
| №   | Название               | Длительность |
| --- | ---------------------- | ------------ |
| 1.  | «Split Myself in Two»  | 2:22         |
| 2.  | «Magic Toy Missing»    | 1:20         |
| 3.  | «Lost»                 | 3:24         |
| 4.  | «Plateau»              | 2:22         |
| 5.  | «Aurora Borealis»      | 2:44         |
| 6.  | «We're Here»           | 2:40         |
| 7.  | «Climbing»             | 2:41         |
| 8.  | «New Gods»             | 2:09         |
| 9.  | «Oh, Me»               | 2:59         |
| 10. | «Lake of Fire»         | 1:54         |
| 11. | «I'm a Mindless Idiot» | 2:26         |
| 12. | «The Whistling Song»   | 2:56         |

| №   | Название                         | Автор(ы)                  | Длительность |
| --- | -------------------------------- | ------------------------- | ------------ |
| 13. | «Teenager(s)»                    | Meat Puppets              | 3:36         |
| 14. | «I'm Not Here»                   |                           | 1:55         |
| 15. | «New Gods» (Demo Version)        |                           | 2:13         |
| 16. | «Lost» (Demo Version)            |                           | 3:03         |
| 17. | «What to Do»                     | Мик Джаггер и Кит Ричардс | 2:35         |
| 18. | «100% of Nothing»                |                           | 1:50         |
| 19. | «Aurora Borealis» (Demo Version) |                           | 2:28         |

## Участники записи
- Курт Кирквуд — ведущий вокал, гитара
- Крис Кирквуд — вокал, бас-гитара
- Деррик Бостром[англ.] — ударные

Технический персонал
- Спот[англ.] — звукоинженер
- Курт Кирквуд, Нил Холлидей — оформление обложки